# Kantküla (Vinni)
Kantküla (Duits: Kantküll) is een plaats in de Estlandse gemeente Vinni, provincie Lääne-Virumaa. De plaats heeft 56 inwoners (2021) en heeft de status van dorp (Estisch: küla).
Kantküla ligt in het heuvelland van Pandivere, een karstplateau, dat een afwisselend landschap met akkers en bossen biedt. Het is ook een waterwingebied. Bij Kantküla liggen de meertjes Kantküla Mustjärv (5,1 hectare) en Udujärv (2,5 hectare). De dichtstbijzijnde grotere plaats is Viru-Jaagupi op 5 km afstand.

## Geschiedenis
Kantküla wordt al in 1241 genoemd in het Grondboek van Waldemar. Het dorp behoorde tot het landgoed van Rägavere in de gemeente Rakvere vald, maar tot de parochie van de kerk in Viru-Jaagupi. Tussen 1992 en 2017 hoorde het dorp bij de gemeente Rägavere, sinds 2017 bij de gemeente Vinni.